# Municipio de Shawnee (Ohio)
El municipio de Shawnee (en inglés: Shawnee Township) es un municipio ubicado en el condado de Allen en el estado estadounidense de Ohio. En el año 2010 tenía una población de 12433 habitantes y una densidad poblacional de 163,94 personas por km².

## Geografía
El municipio de Shawnee se encuentra ubicado en las coordenadas 40°41′29″N 84°10′14″O / 40.69139, -84.17056. Según la Oficina del Censo de los Estados Unidos, el municipio tiene una superficie total de 75.84 km², de la cual 75.06 km² corresponden a tierra firme y (1.02%) 0.77 km² es agua.

## Demografía
Según el censo de 2010, había 12433 personas residiendo en el municipio de Shawnee. La densidad de población era de 163,94 hab./km². De los 12433 habitantes, el municipio de Shawnee estaba compuesto por el 91.18% blancos, el 4.42% eran afroamericanos, el 0.14% eran amerindios, el 2% eran asiáticos, el 0.02% eran isleños del Pacífico, el 0.58% eran de otras razas y el 1.66% pertenecían a dos o más razas. Del total de la población el 1.57% eran hispanos o latinos de cualquier raza.